# Julien-Joseph Pinczon du Sel
Pour les autres membres de la famille, voir Famille Pinczon du Sel.
Julien-Joseph Pinczon du Sel des Monts, né au Sel en Bretagne le 10 février 1712, mort à Rennes le 6 février 1781, est un industriel, économiste et polémiste breton.
Il fonde une industrie de tissage de toiles et de cotonnades à Rennes et la développe « sur une grande échelle », employant jusqu'à 900 ouvriers. Il est plusieurs fois récompensé par le Parlement de Bretagne pour services rendus. Son industrie devient la Manufacture royale des Toileries de Rennes. La production trouve son principal débouché dans le commerce triangulaire ; la fermeture du marché colonial lors de la Guerre de Sept Ans entraîne sa chute en 1764.
Dans l'affaire La Chalotais, Pinczon du Sel prend vivement partie contre le duc d'Aiguillon, et est emprisonné sur lettre de cachet. Les États de Bretagne réclament en vain sa libération.
Il écrit plusieurs ouvrages d'économie, notamment les Considérations sur le commerce de la Bretagne en 1750, et le Manuel à l'usage des laboureurs bretons, qui est publié en 1784 après sa mort.

## Biographie
Julien-Joseph Pinczon du Sel, né en 1712, est issu d'une ancienne famille bretonne. Il est le fils de René Pinczon du Sel, né en 1685, seigneur du Sel, et d'Apolline Jeanne de Bégasson. Son parrain est Julien de Bégasson, seigneur de la Lardais.

### Créateur de la manufacture royale de toiles
Il crée en 1742 à Rennes une manufacture de toiles, implantée à Salleverte, près du Mail. Il dit plus tard que son objectif était de procurer un emploi à beaucoup d'habitants qui n'en avaient pas, en ranimant l'industrie de la toile bretonne.
Julien-Joseph développe son entreprise de 1742 à 1763, en traversant plusieurs crises passagères. Il produit différentes sortes de toiles, de cotonnades et divers tissus, selon la fabrication bretonne habituelle, mais aussi à l'imitation des produits indiens, hollandais et anglais. Il l'accompagne d'une blanchisserie et plus tard d'une fabrique de dentelle.
Il cherche à obtenir pour son industrie le titre de « manufacture royale », à la fois pour bénéficier de subventions financières et de privilèges, tant pour lui que pour son entreprise et pour ses ouvriers. Pour parvenir à ses fins, il mobilise ses amis et ses protecteurs, adresse des mémoires au Contrôleur général des finances, rallie à sa cause l'Intendant de Bretagne. Après avoir réduit ses prétentions financières, il obtient gain de cause en 1747. Son entreprise s'appelle désormais la « Manufacture royale des Toileries de Rennes » et peut porter les armes et insignes royaux ; ses employés et ouvriers sont exemptés en totalité ou en partie de plusieurs impôts, taxes et services ; il peut employer des nobles sans qu'ils dérogent à leur condition.
Il emploie 300 ouvriers en 1747, puis 900 ouvriers en 1754, avec 120 métiers à tisser. Ces 900 ouvriers sont 879 employés permanents, dont 707 femmes (soit 80 %), plus des intérimaires, employés selon les besoins. Il emploie aussi une douzaine d'enfants de l'hôpital.
Il demande à bénéficier d'exemptions plus larges que celles qui lui ont été accordées. Le contrôleur général Jean-Baptiste de Machault d'Arnouville est favorable à sa demande, pour « soutenir cette manufacture utile à la ville de Rennes et à la province de Bretagne ». Mais les maires, échevins et commissaires de Rennes refusent, considérant « plus que suffisantes » les exemptions déjà accordées.
Pinczon du Sel sollicite aussi les États de Bretagne, qui se montrent plus généreux. Ils lui octroient un prêt de 62 000 livres sans intérêt en 1748, trois métiers pour enfants des hôpitaux en 1756-1757, une subvention pour chaque unité produite à raison d'un sol par mouchoir et d'un à deux sols par aune de tissu, une gratification supplémentaire de 5 000 livres en 1762, 150 livres en 1763 pour les premiers ouvriers de sa fabrique de dentelles,.
Les mémoires et comptes-rendus montrent qu'il pratique le travail des enfants, et un grand nombre de ses produits sont destinés à la traite des Noirs.
L'industrie de Pinczon du Sel repose largement sur les débouchés du marché colonial et du commerce triangulaire. Les cotonnades produites sont transportées par voie de terre à Saint-Malo, d'où elles sont embarquées pour le golfe de Guinée. La guerre ferme ce marché. François Tuloup note que « la guerre de Sept ans porta un coup fatal à ce honteux trafic et la manufacture disparut presque totalement en 1764 ».

### Économiste
Pinczon du Sel écrit plusieurs ouvrages d'économie, dont notamment :
- Considérations sur le commerce de la Bretagne en 1750 :
Dans lequel il explique, la nécessité de développer le commerce en Bretagne pour lutter contre le paupérisme et favoriser la population ; critique le préjugé de dérogeance ; examine le commerce intérieur et extérieur de Bretagne. Répondant à la fin de l'ouvrage au livre La Noblesse commerçante (de l'abbé Coyer), l'auteur voudrait que la noblesse se tournât vers l'agriculture ". L'auteur fait du commerce sa religion, celui-ci étant " le plus sûr remède à tant de maux ". Il veut encourager l'agriculture et les manufactures dans sa région et donne le détail des productions à développer : laines, bétail et chevaux, chanvres et lins, soies, cires, mines pour ce qui est des productions naturelles ; les manufactures font l'objet d'un chapitre particulièrement détaillé. Le commerce extérieur fait l'objet de la seconde partie. L'auteur y insiste sur l'importance des canaux pour la circulation entre les provinces et sur le commerce maritime. L'importance des ports de Nantes et de Saint-Malo y est soulignée pour le commerce avec les îles et pour la traite. Quant aux importations, elles sont traitées par le commerce de la Compagnie des Indes ;
- Manuel à l'usage des laboureurs bretons publié en 1784 après sa mort.
Il écrit aussi pour vanter sa manufacture et obtenir des gratifications et subventions du Parlement de Bretagne. Le Parlement le récompense à plusieurs reprises « pour services rendus ».
Il est un des fondateurs de la Société d'Agriculture, de Commerce et des Arts de Bretagne.

### Polémiste dans l'affaire La Chalotais
Lors de l'affaire La Chalotais, Pinczon du Sel est un des chefs du parti appelé « du Bastion », qui s'oppose au duc d'Aiguillon, gouverneur de Bretagne.
Dans un ouvrage publié en 1770, il écrit de façon virulente contre le duc d'Aiguillon, l'accusant d'être « l'auteur des troubles de cette province », d'avoir « tout mis en usage à Rennes et à Saint-Malo pour faire périr les détenus et surtout M. de la Chalotais ».

### Emprisonné
Pinczon du Sel est alors emprisonné sur lettre de cachet. Les États de Bretagne réclament en vain sa libération.
En prison, il écrit pour réclamer sa libération. Il rédige aussi un manuel sur l'agriculture, publié après sa mort.
Son ami Évariste de Parny lui dédie une élégie : 
Tu dis bien vrai, du Sel, quand une heureuse aubaine
De nos pères joyeux couronnait les ébats.
Ils faisaient deux amis, et ne s'en doutaient pas :
Le même astre a réglé ta naissance et la mienne.
Julien-Joseph Pinczon du Sel est mort en 1781.

### Famille
Fils de René Pinczon, Julien-Joseph appartient à la famille des Pinczon du Sel des Monts, fondateurs et seigneurs de la paroisse du Sel, devenue aujourd'hui Le Sel-de-Bretagne.
Ses armes sont : d'argent à la croix ancrée de sable, cantonnée de quatre merlettes du même, avec la devise : Vite et ferme.
- Il épouse en 1741 Thérèse Élisabeth Leclerc de La Fontanelle, ils ont trois enfants[13] :
  - Joseph René Pinczon du Sel, né en 1742.
  - Rose Élisabeth Renée Pinczon du Sel (1743-1745).
  - Élisabeth Julie Pinczon du Sel, qui épouse en 1767 Pierre Le Vayer de la Morandais.

Le frère de Julien-Joseph, le capitaine Vincent-Paul Pinczon du Sel (1719-1790), épouse Marie-Rose Courtoys de La Ville Asselin ; ils font fortune aux Isles, notamment à l'Île-de-France. Ils sont les parents de Mère Pauline Pinczon du Sel (1752-1820), refondatrice de la congrégation des Sœurs de Saint-Thomas de Villeneuve.

## Écrits
- Considérations sur le commerce de la Bretagne, Rennes, 1750 ; réédité, s.l.n.d (Rennes, Vatar, 1756).
- À Nosseigneurs des États de Bretagne, Nantes, impr. de P.-I. Brun, s.d. (Demande de subvention).
- À Nosseigneurs... des États de Bretagne, s.l., impr. de N. Audran, 1762 (Mémoire sur sa manufacture de tissage).
- Mémoire pour Nosseigneurs des États, concernant le commerce en général, et en particulier la manufacture établie par M. du Sel des Monts, S.l.n.d.
- Manuel à l'usage des laboureurs bretons, Rennes, Audran de Montenay, 1784.

## Sources bibliographiques
- « Pinczon du Sel des Monts », dans Pierre Larousse, Grand dictionnaire universel du XIXe siècle, vol. 12 [P-POURP], Paris, 1874 (lire en ligne), p. 1032.
- F. Bourdais, « Un gentilhomme manufacturier à Rennes au XVIIIe siècle : Julien-Joseph Pinczon du Sel des Monts », Revue de Bretagne, Vannes, Lafolye frères, vol. 42,‎ juillet 1909, p. 9-20 (lire en ligne).
- Prosper Jean Levot, « Sel des Monts (... Pinczon du) », dans Prosper Jean Levot, Biographie bretonne: recueil de notices sur tous les Bretons qui se sont fait un nom..., t. 2 [K-Z], Vannes, Cauderan, 1857 (lire en ligne), p. 844.
- Henri Sée, Henri Strohl, Joseph Durieux et autres, Pinczon du Sel des Monts et la manufacture de cotonnades de Rennes (1742-1763), à propos de la Noblesse Commerçante, collection Notices, inventaires et documents, volume 11, Rieder, 1925.
- Henri Sée, La manufacture de cotonnades de Rennes, Comité des Travaux historiques, section d'histoire contemporaine, 1926.
- « Pinczon du Sel des Monts en Bretagne (1741-1770) », dans Josette Pontet, Michel Figeac, Marie Boisson, La noblesse, de la fin du XVIe au début du XXe siècle : un modèle social ?, volume 2, Atlantica, 2002  (ISBN 2843944643 et 9782843944642), p. 206-210.
- « Pinczon du Sel des Monts, de Rennes », dans Joseph-Marie Quérard, La France littéraire, tome 7, Paris, Firmin Didot père et fils, 1835, p. 176 [lire en ligne].
- Bibliothèque nationale de France, Catalogue général.